# Marius Nørup-Nielsen
Marius Nørup-Nielsen (født 1976, Stege) er en dansk sanger, dramaturg, digter og forfatter, uddannet fra Forfatterskolen 1999.
Sammen med klangkunstneren, komponisten og musikeren Mikkel Meyer har Marius Nørup-Nielsen siden 2000 udgjort duoen MikkelModulererMarius. Han synger desuden i bandet Bodega Boys, hvor han også er en af sangskriverne.
I MikkelModulererMarius rapper/snakker/synger Marius Nørup-Nielsen hen over Mikkel Meyers musik og lydkollager. De har bl.a. spillet på Literaturhaus, LAB, Musikcaféen i Huset (Komponent), Kafkaféen og Roskilde Festival (2005 og 2006).
Bodega Boys præsenterer selv deres musik som Folkedyb Verdenstop eller Litterær Visepunk. Eller som Skæbnefortællinger fra Beverdingernes Brune Baglokaler. Musikalsk synes der også at være et vist slægtskab med Tom Waits.
Marius Nørup-Nielsen er en del af spillertruppen fra fodboldklubben FC Fodboldenglen.

## Udgivelser
- Karakteristikon, Samleren, 2001 (Digte)
- Alle tiders barn, Samleren, 2004 (Digte)
- Styrkeprøver, Samleren, 2007 (Prosa)

## Eksterne links
- Spillerprofil hos FC Fodboldenglen Arkiveret 28. september 2007 hos  Wayback Machine
- Anmeldelse af Alle tiders barn på LitLive.dk Arkiveret 9. november 2005 hos  Wayback Machine
- Fotos af forfatteren
- Interview med forfatteren Arkiveret 10. februar 2007 hos  Wayback Machine
- Præsentation af MikkelModulererMarius Arkiveret 11. juli 2007 hos  Wayback Machine
- Præsentation af Bodega Boys's
- Hør et nummer med MikkelModulererMarius Arkiveret 10. maj 2007 hos  Wayback Machine
- Erik Skyums anmeldelse af Styrkeprøver